# 東海医療学園専門学校
東海医療学園専門学校（とうかいいりょうがくえんせんもんがっこう）は、静岡県熱海市にあるあん摩マッサージ指圧師、はり師・きゅう師を養成するための専門学校。日本スポーツ協会公認アスレティックトレーナー専攻コースも開講しているため、アスレチックトレーナーの資格も取得できる。

## 沿革
- 1957年 - 豆相マッサージ学校開校。
- 1991年 - あん摩マッサージ指圧科を鍼灸マッサージ科への変更に伴い、豆相鍼灸マッサージ学校に改称
- 1996年 - 東海医療学園専門学校に改称
- 1999年 - 附属施術所を移転開設
- 2001年 - 鍼灸科（夜間部）設置
- 2007年 - 日本体育協会公認アスレティックトレーナー専攻コース開講

## 設置学科
- 鍼灸マッサージ科

## 専攻コース
- 日本スポーツ協会公認アスレティックトレーナー専攻コース

## 取得できる資格
- 鍼灸マッサージ科 - あん摩マッサージ指圧師試験受験資格、はり師試験・きゅう師試験受験資格
- 日本スポーツ協会公認アスレティックトレーナー専攻コース - アスレティックトレーナー

## 付属施設
- 東海医療学園総合臨床センター

## 姉妹校
- 遼寧中医薬大学

## 交通アクセス
- 熱海駅から徒歩5分

## 出身者
- 澤登拓 - フレアス創業者・社長CEO、山梨県やまなし大使